# Histoire d'avril
Pour plus de détails, voir Fiche technique et Distribution.
Histoire d'avril (四月物語, Shigatsu monogatari), aussi connu sous le titre d'April Story, est un film japonais réalisé par Shunji Iwai, sorti en 1998.

## Synopsis
Uzuki quitte Hokkaidō pour intégrer une prestigieuse université à Tokyo : jeune femme réservée par nature, Uzuki va néanmoins tenter de s'intégrer au monde étudiant, et à la vie quotidienne tokyoïte en général. Pour cela elle dispose d'un atout de choc et de charme : un sourire irrésistible, distillant bonne humeur et rayons de soleil... même sous les pluies les plus difficiles.

## Fiche technique
- Titre : Histoire d'avril[1]
- Titre original : 四月物語 (Shigatsu monogatari?)
- Titre anglais : April Story
- Réalisation : Shunji Iwai
- Scénario : Shunji Iwai
- Musique : Shunji Iwai
- Photographie : Noboru Shinoda
- Montage : Shunji Iwai
- Production : Hidemi Satani
- Société de production : Rockwell Eyes
- Pays d'origine : Japon
- Langue originale : japonais
- Format : couleurs - 2,35:1 - DTS / Dolby Digital - 35 mm
- Genre : Drame et romance
- Durée : 67 minutes[1]
- Date de sortie :
  - Japon : 14 mars 1998[2]

## Distribution
- Takako Matsu : Uzuki Nireno
- Kaori Fujii (ja) : Teruko Kitao
- Seiichi Tanabe : Yamazaki
- Matsumoto Hakuō II : le père d'Uzuki
- Kazuhiko Katō : Katō, l'homme de la galerie d'art
- Kae Minami
- Kanji Tsuda
- Gō Jibiki

## Récompenses
- PSB Audience Award lors du Festival international du film de Pusan 1998.